# Слепоочен мускул
Слепоочният мускул (Musculus temporalis) е един от четирите дъвкателни мускула при човека. Той има ветрилообразна форма и е разположен в слепоочната ямка, като по-широката му част е обърната нагоре, а по-тясната - надолу. В горния край, сноповете на този мускул се захващат за слепоочната ямка и фасцията, а надолу се събират в тясно сухожилие, което минава зад скуловата дъга и се залавя за мускулния израстък на долната челюст. Този мускул придвижва долната челюст нагоре и назад.